# Brachionopus leptopelmiformis
Brachionopus leptopelmiformis é uma espécie de aranha pertencente à família Theraphosidae.